# Campeonato Africano de Atletismo de 2012 - 1500 m masculino
A prova dos 1500 metros masculino do Campeonato Africano de Atletismo de 2012 foi disputada entre os dias 30 de junho e 1 de julho de 2012 no Estádio Charles de Gaulle em Porto Novo,  no Benim. 

## Recordes
Antes desta competição, os recordes mundiais e do campeonato nesta prova eram os seguintes:
|                       | Nome               | Nacionalidade | Tempo     | Local   | Data                |
| --------------------- | ------------------ | ------------- | --------- | ------- | ------------------- |
| Recorde mundial       | Hicham El Guerrouj | Marrocos      | 3m 26s 00 | Roma    | 14 de julho de 1998 |
| Recorde do campeonato | Asbel Kiprop       | Quênia        | 3m 36s 19 | Nairóbi | 1 de agosto de 2010 |
| Recorde africano      | Hicham El Guerrouj | Marrocos      | 3m 26s 00 | Roma    | 14 de julho de 1998 |

Os seguintes recordes foram estabelecidos durante esta competição:
| Data       | Evento | Atleta                | Nacionalidade | Tempo     | Notas                 |
| ---------- | ------ | --------------------- | ------------- | --------- | --------------------- |
| 1 de julho | Final  | Caleb Mwangangi Ndiku | Quênia        | 3m 35s 71 | Recorde do campeonato |

## Medalhistas
| Ouro                        | Prata                   | Bronze            |
| Caleb Mwangangi Ndiku (KEN) | Ayanleh Souleiman (DJI) | James Magut (KEN) |

## Cronograma
Todos os horários são locais (UTC+1).
| Data        | Hora  | Evento  |
| ----------- | ----- | ------- |
| 30 de junho | 15:40 | Bateria |
| 1 de julho  | 16:40 | Final   |

## Resultados

### Bateria
Qualificação: 4 atletas de cada bateria (Q) mais os 4 melhores qualificados (q).
| Posição | Bateria | Atleta                   | Nacionalidade      | Tempo   | Notas |
| ------- | ------- | ------------------------ | ------------------ | ------- | ----- |
| 1       | 2       | Ayanleh Souleiman        | Djibuti            | 3:40.79 | Q     |
| 1       | 2       | James Magut              | Quênia             | 3:40.79 | Q     |
| 3       | 2       | Imad Touil               | Argélia            | 3:41.00 | Q     |
| 4       | 2       | Zebene Alemayehu         | Etiópia            | 3:41.19 | Q     |
| 5       | 2       | Juan van Deventer        | África do Sul      | 3:41.37 | q     |
| 6       | 2       | Fouad El Kam             | Marrocos           | 3:41.45 | q     |
| 7       | 1       | Abednego Miti Chesebe    | Quênia             | 3:42.20 | Q     |
| 8       | 1       | Caleb Mwangangi Ndiku    | Quênia             | 3:42.21 | Q     |
| 9       | 1       | Abiyot Abinet            | Etiópia            | 3:42.34 | Q     |
| 10      | 2       | Yakdah Ousman            | Sudão              | 3:42.42 | q     |
| 11      | 1       | Johan Cronje             | África do Sul      | 3:42.60 | Q     |
| 12      | 1       | Peter van der Westhuizen | África do Sul      | 3:42.72 | q     |
| 13      | 1       | Flavio Seholhe           | Moçambique         | 3:46.08 |       |
| 14      | 2       | Daniel Gidey             | Etiópia            | 3:47.24 |       |
| 15      | 1       | Daniel Nghipandula       | Namíbia            | 3:50.13 |       |
| 16      | 1       | Jaida Khaled             | Líbia              | 3:50.72 |       |
| 17      | 2       | Franck Ngouari Mouissi   | República do Congo | 3:54.32 |       |
| 18      | 1       | Aboubakr Ahmed           | Uganda             | 3:57.93 |       |
| 19      | 1       | Bachir Maman Moutari     | Níger              | 3:58.02 |       |
| 20      | 1       | Alassan Aboudou          | Togo               | 4:00.40 |       |
| 21      | 1       | Ali Ahmed Mohamed        | Djibuti            | 4:08.58 |       |
| 98      | 2       | Omar Adam                | Líbia              | DNF     |       |
| 99      | 1       | Taoufik Makhloufi        | Argélia            | DNS     |       |
| 99      | 1       | Cornelus Bura            | Tanzânia           | DNS     |       |
| 99      | 2       | Emile Zangre             | Burquina Fasso     | DNS     |       |
| 99      | 2       | Senay Amlesom            | Eritreia           | DNS     |       |
| 99      | 2       | Abdoulaye Alassani       | Togo               | DNS     |       |

### Final
| Posição           | Atleta                   | Nacionalidade | Tempo   | Notas                 |
| ----------------- | ------------------------ | ------------- | ------- | --------------------- |
| Medalha de ouro   | Caleb Mwangangi Ndiku    | Quênia        | 3:35.71 | Recorde do campeonato |
| Medalha de prata  | Ayanleh Souleiman        | Djibuti       | 3:36.34 |                       |
| Medalha de bronze | James Magut              | Quênia        | 3:36.35 |                       |
| 4                 | Abednego Miti Chesebe    | Quênia        | 3:36.76 |                       |
| 5                 | Johan Cronje             | África do Sul | 3:38.27 |                       |
| 6                 | Abiyot Abinet            | Etiópia       | 3:38.46 |                       |
| 7                 | Fouad El Kam             | Marrocos      | 3:39.90 |                       |
| 8                 | Juan van Deventer        | África do Sul | 3:40.80 |                       |
| 9                 | Imad Touil               | Argélia       | 3:40.95 |                       |
| 10                | Zebene Alemayehu         | Etiópia       | 3:41.00 |                       |
| 11                | Peter van der Westhuizen | África do Sul | 3:43.40 |                       |
| 12                | Yakdah Ousman            | Sudão         | 3:45.65 |                       |

Legenda
| Recorde mundial       | Recorde mundial (World record)               |                       | Recorde africano                      | Recorde africano (African) |                                           | Q | Classificado por posição (Qualified) |
| Recorde do campeonato | Recorde do campeonato (Championship record)  | Recorde da América    | Recorde da América (Americas)         | q                          | Classificado por melhor tempo (Qualified) |   |                                      |
| Melhor marca do ano   | Melhor marca do ano (World leading)          | Recorde asiático      | Recorde asiático (Asian)              | DNS                        | Não largou (Did not start)                |   |                                      |
| Recorde nacional      | Recorde nacional (National record)           | Recorde europeu       | Recorde europeu (European)            | DNF                        | Não terminou (Did not finish)             |   |                                      |
| Recorde pessoal       | Recorde pessoal do atleta (Personal best)    | Recorde da Oceania    | Recorde da Oceania (Oceania)          | DSQ / DQ                   | Desclassificado (Disqualified)            |   |                                      |
| Recorde da temporada  | Recorde da temporada do atleta (Season best) | Recorde sul-americano | Recorde sul-americano (South America) | NM                         | Sem marca (No mark)                       |   |                                      |